# Liste der Stolpersteine in der Provinz Mantua

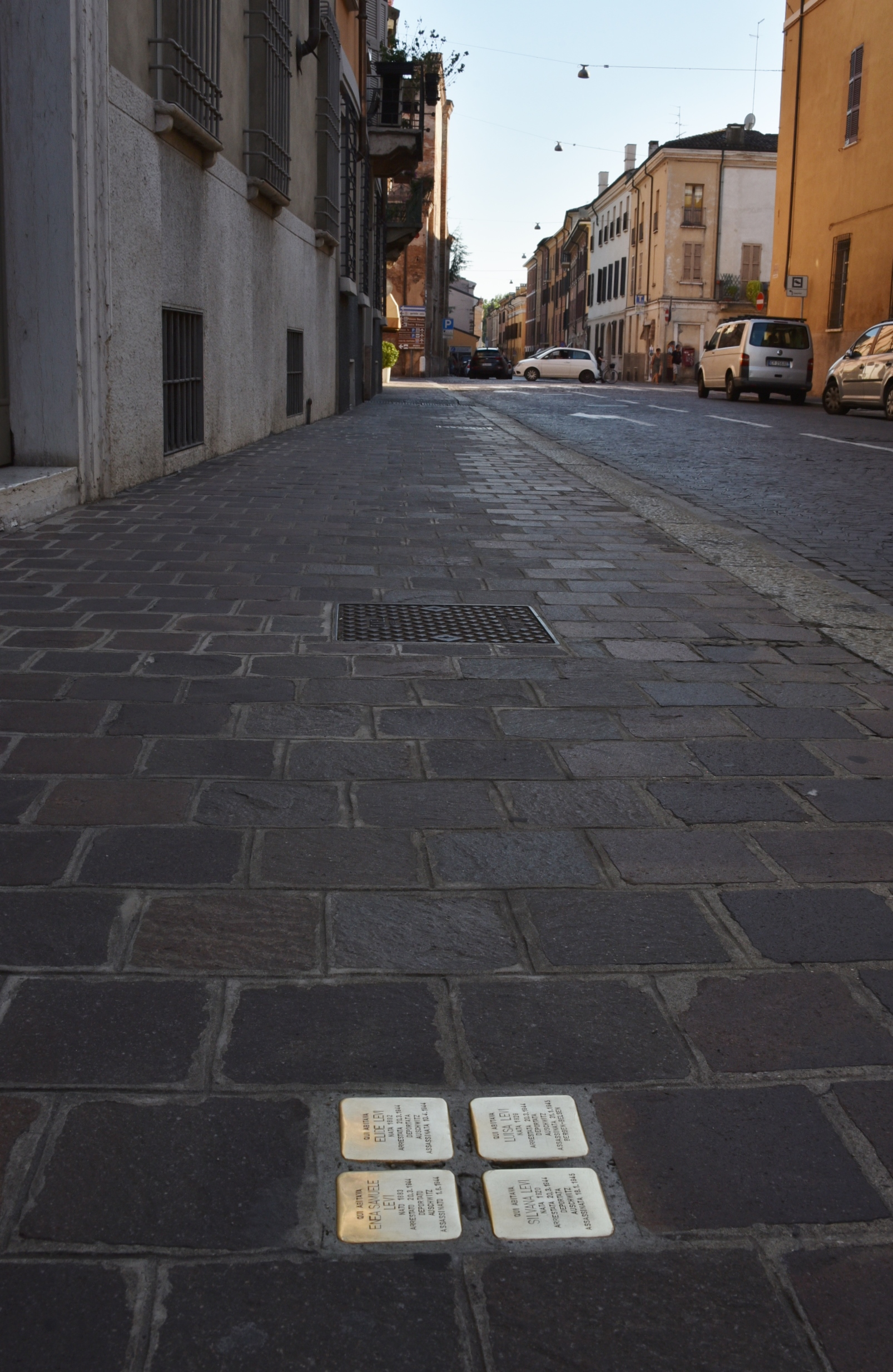
Stolpersteine für Familie Levi in Mantua

Die Liste der Stolpersteine in der Provinz Mantua enthält die Stolpersteine in der Provinz Mantua, einer Provinz in der Lombardei. Stolpersteine erinnern an das Schicksal der Menschen aus dieser Region, die von Nationalsozialisten ermordet, deportiert, vertrieben oder in den Suizid getrieben worden sind. Die Stolpersteine wurden von Gunter Demnig verlegt. Sie liegen im Regelfall vor dem letzten selbstgewählten Wohnort des Opfers. Ihre Bezeichnung lautet auf Italienisch: Pietre d’inciampo.
Die erste Verlegung in dieser Provinz fand am 10. Januar 2020 in der Stadt Mantua statt.

## Liste der Stolpersteine
Die Tabelle ist teilweise sortierbar; die Grundsortierung erfolgt alphabetisch nach dem Familiennamen.
| Stolperstein | Übersetzung | Standort                     | Name, Leben |
| ------------ | --- | ---------------------------- | --- |
|              | HIER WOHNTE JOLANDA DUGONI JG. 1924 VERHAFTET AUS POLITISCHEN GRÜNDEN 25.10.1942 DEPORTIERT 1944 RAVENSBRÜCK BEFREIT | Corso Umberto I, 89 ·        | Jolanda Dugoni (1924–) |
|              | HIER WOHNTE ELIDE LEVI GEBOREN 1892 VERHAFTET 20.3.1944 DEPORTIERT AUSCHWITZ ERMORDET 10.4.1944                      | Via Principe Amedeo, 40/42 · | Elide Levi wurde am 13. August 1892 in Bozzolo geboren. Ihre Eltern waren Ernesto Levi und Luigia Cantoni. Sie hatte einen älteren Bruder, Ettore (geboren 1890 in Mantua). Elide Levi heiratete 1914 Samuele Enea Levi. Das Paar hatte drei Kinder, alle geboren in Mantua: Franco (geboren 1916), Silvana (geboren 1920) und Luisa (geboren 1929). Im Jahr 1943 ging die Familie nach Mailand, hoffte von dort in die Schweiz flüchten zu können. Am 20. März 1944 wurde Elide Levi zusammen mit ihrem Ehemann und beiden Töchtern in Mailand verhaftet. Sie wurden zuerst im Gefängnis von Mailand inhaftiert, von dort wurde Elide Levi zusammen mit ihren Töchtern in das Altersheim von Matua gebracht. Am 5. April 1944 wurden alle drei mit dem Transport 9 von dort nach Auschwitz deportiert. Elide Levi wurde dort am Tag ihrer Ankunft, dem 10. April 1944, ermordet. Auch ihr Ehemann und beide Töchter haben nicht überlebt. Franco Levi befand sich bei den Eltern seiner Verlobten, war daher nicht vor Ort. Er kehrte 1946 nach Mantua zurück und wanderte dann nach Israel aus. |
|              | HIER WOHNTE ENEA SAMUELE LEVI GEBOREN 1883 VERHAFTET 20.3.1944 DEPORTIERT AUSCHWITZ ERMORDET 1.6.1944                | Via Principe Amedeo, 40/42 · | Enea Samuele Levi wurde am 29. Oktober 1883 in Mantua geboren. Seine Eltern waren Felice Levi und Adele Pugliese. Samuele Levi war Buchhalter und Großhändler von Stoffen. Im Jahr 1914 heiratete er Elide Levi. Das Paar hatte drei Kinder: Franco, Silvana und Luisa. Er führte einen Stoffhandel in Mantua. Am 20. März 1944 wurde er mit seiner Frau und seinen Töchtern verhaftet. Die Familie wurde im Gefängnis von Mailand inhaftiert. Enea Levi wurde von dort ins Durchgangslager Fossoli überstellt. Am 16. Mai 1944 wurde er mit dem Transport Nr. 10 nach Auschwitz deportiert. Am 23. Mai 1944 kam der Transport in Auschwitz an. Enea Samuele Levi wurde dort am 1. Juni 1944 ermordet. Auch seine Ehefrau und seine Tochter Silvana wurden in Auschwitz ermordet, seine Tochter Luisa in Bergen-Belsen. Nur Franco überlebte, er war nicht zu Hause, als die Familie verhaftet wurde. |
|              | HIER WOHNTE LUISA LEVI GEBOREN 1929 VERHAFTET 20.3.1944 DEPORTIERT AUSCHWITZ ERMORDET 31.1.1945 BERGEN-BELSEN        | Via Principe Amedeo, 40/42 · | Luisa Levi wurde am 10. November 1929 in Matua geboren. Sie war das jüngste Kind von Enea Samuele Levi und Elide Levi. Sie hatte zwei Geschwister: Franco und Silvana. Am 20. März 1944 wurde sie zusammen mit ihren Eltern und ihrer Schwester in Mailand, wo die Familie inzwischen lebte, verhaftet. Sie wurden in einem Gefängnis in Mailand inhaftiert. Danach wurde sie zusammen mit ihrer Mutter und ihrer Schwester in das Altersheim von Mantua gebracht. Am 5. April 1944 wurden alle drei mit dem Transport 9 von dort nach Auschwitz deportiert. Luisa Levi wurde ins KZ Bergen-Belsen überstellt und dort am 31. Januar 1945 ermordet. Sie war das jüngste Opfer, das aus Mantua stammte. Das Buch „Storia di Luisa“ erinnert an ihr Schicksal und das ihrer Familie. Ihre Mutter wurde sofort am Tag der Ankunft in Auschwitz ermordet, auch ihr Vater und ihre Schwester wurden in Auschwitz ermordet. Nur ihr Bruder Franco überlebte, weil er sich bei der Familie seiner Verlobten aufgehalten hatte.                                                                           |
|              | HIER WOHNTE SILVANA LEVI GEBOREN 1920 VERHAFTET 20.3.1944 DEPORTIERT AUSCHWITZ ERMORDET 18.1.1945                    | Via Principe Amedeo, 40/42 · | Silvana Levi wurde am 10. April 1920 in Mantua geboren. Ihre Eltern waren der Stoffhändler Enea Samuele Levi und dessen Frau Elide Levi. Sie hatte zwei Geschwister: Franco und Luisa. Am 20. März 1944 wurde sie mit ihren Eltern und ihrer Schwester in Mailand verhaftet und im örtlichen Gefängnis inhaftiert. Während sie zusammen mit ihrer Mutter und ihrer Schwester danach ins Altenheim von Mantua überstellt wurde, kam ihr Vater in das Durchgangslager Fossoli. Am 5. April 1944 wurde sie mit ihrer Mutter und ihrer Schwester mit dem Transport 9 von dort nach Auschwitz deportiert. Silvana Levi wurde am 18. Januar 1945 in Auschwitz ermordet. Aus ihrer Familie überlebte nur ihr Bruder Franco, der nicht deportiert worden war. |

## Verlegedaten
Die ersten vier Stolpersteine von Mantua sind Mitgliedern der Familie Levi gewidmet. Initiiert wurde das Projekt von den Nachfahren des Franco Levi, des einzigen Überlebenden der Familie. Die Verlegung dieser Stolpersteine erfolgten am 10. Januar 2020 durch Gunter Demnig persönlich. Am 27. Januar 2022 wurde ein Stolperstein (bisher nicht verifiziert) für Felice Tolazzi verlegt, im Jahr darauf, am 27. Januar 2023 erfolgte die Verlegung des Stolpersteines für Jolanda Dugoni.